# Ósme piętro
Ósme piętro – pierwszy studyjny album grupy Kombajn do Zbierania Kur po Wioskach, wydany po raz pierwszy w roku 2005. Nagrań dokonano w ściankowym studiu im. Adama Mickiewicza.

## Lista utworów
| 1.  | „8 dzień tygodnia”    | 4:31  |
|     |                       |       |
| 2.  | „Planety i liście”    | 3:40  |
|     |                       |       |
| 3.  | „Milion”              | 4:45  |
|     |                       |       |
| 4.  | „Niemiecki krasnal”   | 3:27  |
|     |                       |       |
| 5.  | „Łyżki”               | 4:42  |
|     |                       |       |
| 6.  | „Białe kwity”         | 4:47  |
|     |                       |       |
| 7.  | „Połączenia...”       | 4:05  |
|     |                       |       |
| 8.  | „Warszawa”            | 5:11  |
|     |                       |       |
| 9.  | „Prezent”             | 3:48  |
|     |                       |       |
| 10. | „Don't drive so fast” | 3:42  |
|     |                       |       |
| 11. | „Waniliowe niebo”     | 3:55  |
|     |                       |       |
| 12. | „Śnieżka”             | 3:14  |
|     |                       |       |
|     |                       | 49:47 |
|     |                       |       |

## Twórcy
- Tomasz Brażewicz-Dosiółko – cymbały, gitara, efekty specjalne, tamburyn, śpiew
- Michał Dziekan – gitara basowa
- Paweł Koprowski – gitara akustyczna, perkusja, gitara, instrumenty klawiszowe, programowanie instrumentów, efekty specjalne
- Marcin Zagański – gitara, tamburyn, efekty specjalne, śpiew

gościnnie
- Maciej Cieślak – gitara (5, 12)
- Michał Gos – perkusja (2, 3, 6, 7, 11)
- Artur Mazur – gitara basowa (7)